# Rhabdadenia biflora
Rhabdadenia biflora là một loài thực vật có hoa trong họ La bố ma. Loài này được (Jacq.) Müll.Arg. miêu tả khoa học đầu tiên năm 1860.